# Джейн Маргарет Данн
Пані Джейн Маргарет Данн(Jean Dunn) — австралійський дипломат. Надзвичайний і Повноважний Посол Австралії в Польщі та в Україні за сумісництвом.

## Біографія
Пані Данн закінчила Університет Монаша з відзнакою, де отримала ступінь бакалавра мистецтв. Володіє японською мовою.
Працювала дипломатом в Південній Кореї та в Сполучених Штатів Америки. З 2004 по 2007 рік працювала австралійським послом в Туреччині. З 2009 по 2010 послом Австралії в Лівані.
Служила старшим офіцером Департамента закордонних справ і торгівлі (DFAT).
Надзвичайний і Повноважний Посол Австралії в Польщі. 
З 2013 року Надзвичайний і Повноважний Посол Австралії в Україні за сумісництвом.
13 вересня 2013 року вручила вірчі грамоти Президенту України Віктору Януковичу.